# Langelinieskolen
 Der er for få eller ingen kildehenvisninger i denne artikel, hvilket er et problem. Du kan hjælpe ved at angive troværdige kilder til de påstande, som fremføres i artiklen.

Langelinieskolen (oprindeligt Holsteinsgade Skole) er en folkeskole beliggende på Holsteinsgade 41 på Østerbro i Københavns Kommune. Skolen blev oprettet i 1991, da Rosenvangskolen og Holsteinsgade Skole blev lagt sammen. Skolen har til huse i en rød nationalromantisk murstensbygning fra 1908-09 tegnet af Osvald Rosendahl Langballe. Bygningen har høj bevaringsværdi i kommuneatlasset.[kilde mangler]
Skolen rummer to eller flere spor fordelt i 2 bygninger og rummer cirka 921 elever fra børnehaveklassen til 9. klasse.
De seneste par år er skolen blevet kraftigt udvidet, med fem spor af nye børnehaveklasser. Den oprindelige skole, Holsteinsgadeskole, blev bygget i året 1910. Skolens bygning kunne således fejre 100 års fødselsdag i august 2010.